# Maraycalle
Maraycalla, o Maraycalle (quechua: maray = batán; kaalla = piedra o laja. Maray kaalla = piedra de batan), es un sitio arqueológico inca, ubicado en el distrito de Yauya, provincia de Carlos Fermín Fitzcarrald, región Áncash, Perú. El yacimiento se sitúa al sureste del pueblo de Yauya, a una altitud de 4.260 metros.
Fue construido con la finalidad de albergar al ejército inca que derrotó a las fuerzas confederadas de los Conchucos (etnias huari, piscopampa y siguas), durante el embate de Cápac Yupanqui (hermano del sapa inca Pachacútec) hacia el norte o chinchaysuyo.
Ubicado estratégicamente en una meseta desde donde se tiene dominio de 5 valles, sirvió como lugar de reposo y logística para las tropas incas procedentes del Cuzco que ya no tendrían que retornar hasta Huanucopampa para abastecerse o recomponerse. Es el tambo inca más grande de Áncash. Se ubica a un costado del camino inca, que durante este trayecto alcanza los 7 metros de ancho. El complejo consiste en 3 edificios: un tambo, una colcay un enorme complejo de corrales para auquénidos de 100 metros de longitud.
Tras la derrota de los señoríos de la zona, el Sapa Inca mandó construir un tambo ubicado a 1 hora de Maraycalla: el Tambo Real de Huancabamba, mucho más pequeño pero fastuoso para brindar descanso al emperador durante sus viajes a Cajamarca.

## Historia

### Expansión inca
Maraycalla fue determinante en la conquista inca de la Sierra Oriental de Áncash entre 1470 y 1510. Tras el rendimiento sin resistencia de la facción sureste del ejército confederado de los Conchucos (señoríos de Allauca Huari y Pincos), el ejército inca avanzó en dirección norte hacia el río Yanamayo, de donde fue obligado a replegarse por las huestes de los conchucos, piscopampas, y huaris. En consecuencia, los incas construyeron un centro administrativo y fuerte militar en las punas del actual distrito de Yauya, el sitio tenía una importante posición estratégica ya que se podía dominar cualquier avance armado proveniente de cinco valles en kilómetros a la redonda. 
Desde este punto, los incas dirigieron asedios sistemáticos a todos los centros poblados defendidos por los conchucanos, estos tuvieron ventaja sobre los cusqueños debido a la ubicación elevada de sus fortalezas que las hacían inexpugnables. El ejército inca, compuesto por unos 20.000 soldados derrotó a los rebeldes tras meses de asedio y con diversas tácticas geopolíticas. Dos de los líderes rebeldes, pertenecientes al Señorío de Huari, legaron sus nombres a los lugares que defendieron hasta la muerte: Katin y Riway, cuya gesta todavía es recordada por sus descendientes en Chacas. El párroco e historiador huarino, Santiago Márquez Zorrilla tradujo, hacia 1940, el relato ancestral de un campesino de Chinlla, quien le narró la acometida inca en esta región, el campesino tituló a este relato como la "maldición del inca".

«El inca, gran señor del Cusco, desde Maraycalle, que desde aquí se ve, por allá por las alturas de Yauya, al divisar por estos lados y contemplar las verdes praderas de Chinlla, Sapchá, Colpa y Cunya y más poblados, envió emisarios a pedir que Kátin y Riway se sometieran a su imperio y que en señal de vasallaje le enviaran doce jovenes ñustas para su séquito. Entonces los muy valientes Kátin y Riway contestaron al inca con palabras bravas y se negaron a obedecerle. El inca que era soberbio y que venía desde el Cusco sometiendo a todos los pueblos tomó muy a mal esta desobediencia. Subióse a lo más alto de Maraycalle y desde allí tiró con su poderosa honda primero un puñado de de tierra que cayó en Allpabamba, y después otro puñado de Shashal que calló sobre Chinlla. Que si mandan lo que el inca pedía habría tirado oro y plata, en lugar de shashal y allpa. Por eso, aquí en Chinlla estamos condenados a trabajar toda la vida haciendo ollas con estos viles materiales, sin conseguir oro ni plata sino sólo sufrimiento y pobreza,¡Es la maldición del inca! En cambio Llamellín recibió la bendición del inca porque mandó el tributo que pedía, por eso sus tierras son tan buenas que nunca sus cosechas se pierden como entre nosotros »
 Traducción de la historia quechua narrada a Santiago Márquez Zorrilla